# Colitis microscòpica
La colitis microscòpica es refereix a dues afeccions mèdiques relacionades que causen diarrea: la colitis col·lagenosa i la colitis limfocítica. Ambdues afeccions es caracteritzen per la presència de diarrea aquosa no sagnant crònica, junt amb aparença normal a la colonoscòpia i troballes histopatològiques característiques de les cèl·lules inflamatòries. A Europa, la colitis microscòpica té una incidència estimada d'11,4 casos/100.000 persones-any.

## Signes i símptomes
El símptoma principal és la diarrea aquosa no sagnant persistent, que pot ser profusa. Les persones també poden experimentar dolor abdominal, incontinència fecal i pèrdua de pes involuntària. La colitis microscòpica és el diagnòstic en aproximadament el 10 per cent dels casos investigats per a la diarrea crònica sense sang.

### Afeccions associades
En persones amb colitis microscòpica s'ha informat d'una incidència més elevada de malalties autoimmunitàries, per exemple artritis reumatoide, artropatia psoriàsica, colangitis biliar primària, síndrome de Sjögren, trastorns de la tiroide i malaltia celíaca. S'han trobat associacions amb diversos medicaments, com ara inhibidors de la bomba de protons, antagonistes dels receptors H₂, oli de cannabidiol, inhibidors de punts de control immunitari (uns anticossos monoclonals emprats en immunoteràpia), retinoides, fàrmacs immunosupressors, inhibidors selectius de la recaptació de serotonina (ISRS) i antiinflamatoris no esteroidals (AINE). La diarrea àcida biliar es troba en el 41% dels pacients amb colitis col·lagenosa i en el 29% amb colitis limfocítica. A més, s'ha identificat el fet de fumar cigarrets com un factor de risc significatiu de colitis microscòpica.

## Tractament
Els malalts amb aquest trastorn del sistema digestiu solen respondre bé als corticoides, però tenen un alt nombre de recidives. L'administració de budesonida aconsegueix una millor resposta i un menor risc de recurrència que la de prednisona.